# Zbtb7
Zbtb7, ban đầu được đặt tên là Pokemon, là một gen có thể hoạt động như một công tắc chính cho bệnh ung thư và chịu trách nhiệm cho sự phát triển của ung thư trên khắp các tế bào xung quanh. Nhà di truyền học, ông Dock Paolo Pandolfi từ Trung tâm Ung thư Tưởng niệm Sloan-Kettering (MSKCC) tại thành phố New York, nhà lãnh đạo của nhóm nghiên cứu phát hiện ra điều này cho biết gen này khác biệt duy nhất ở chỗ là nó cần các gen gây ung thư khác để gây ung thư. Khám phá về gen này đã được công bố lần đầu tiên trên tạp chí Nature số ra vào tháng 1 năm 2005.
Tên ban đầu, Pokemon, là viết tắt của "POK erythroid myeloid ontogenic factor" và rất có thể đó là một từ viết tắt của nhượng quyền truyền thông Pokémon. The Pokémon Company, không muốn bị báo chí nói xấu vì thương hiệu của mình có chung tên với tên của gen gây ung thư, đã đe dọa trung tâm này bằng các hành động pháp lý vào tháng 12 năm 2005, lúc đó MSKCC đã quyết định đổi tên thành Zbtb7.
Zbtb7 là thành viên của họ protein ZBTB chứa ngón tay kẽm và miền BTB. Nó còn được gọi là LRF10 (yếu tố liên quan đến bệnh bạch cầu / ung thư hạch), OCZF11 (ngón tay kẽm có nguồn gốc từ xương), và FBI1 (1-3) (tương tác mười bốn ba ba beta).

## Các Gen liên quan
- ZBTB7A
- ZBTB7B